# Achterste Erm
Achterste Erm is een dorp in de gemeente Coevorden, provincie Drenthe (Nederland). Vóór de gemeentelijke herindeling van 1 januari 1998 behoorde het tot de gemeente Sleen.
Achterste Erm ligt ten zuiden van het dorp Erm, waarvan het wordt gescheiden door de autoweg N34: Emmen - Coevorden.
De eerste bewoners vestigden zich er rond het jaar 1200. Het dorp ziet er tegenwoordig nog steeds agrarisch uit, en kent verder veel voorzieningen.